# Mitsubishi Ki-51
Mitsubishi Ki-51 (oznaczenie amerykańskie Sonia) – japoński samolot szturmowy, służący w Cesarskiej Armii Japonii podczas II wojny światowej. 
Maszyna została skonstruowana w połowie 1939 roku. Samolot był solidną konstrukcją całkowicie metalową, z chłodzonym powietrzem silnikiem gwiazdowym i stałym podwoziem z kółkiem ogonowym. Pod kadłubem można było przenosić bombę burzącą o masie 250 kg. Po lotach oblotowych została skierowana do produkcji seryjnej. Samolot był wykorzystywany w walkach na terenie Chin podczas wojny chińsko-japońskiej (1937–1945), gdzie skutecznie zwalczał siły naziemne oraz był wykorzystywany do bombardowania chińskich miast. Samolot ze względu na niewielką prędkość rzadko był używany w walce z siłami aliantów, których dużo szybsze myśliwce bez trudu wygrywały pojedynki z Ki-51. 
Samolot ze względu na swoje niewielkie rozmiary odgrywał ważną rolę w walkach na granicy chińsko-birmańsko-indyjskiej, gdzie na niewielkich lotniskach położonych głęboko w dżungli, samoloty aliantów miały ograniczoną zdolność operacyjną. W ostatnich miesiącach wojny samoloty Ki-51 były masowo wykorzystywane do samobójczych ataków pilotów kamikaze na amerykańskie okręty.
Łącznie, w latach 1940-1944 firma Mitsubishi, wyprodukowała 2385 maszyn Mitsubishi Ki-51. Firma Rikugun Kokugijutsu Kenkyujo (Giken - Instytut Doświadczalny Techniki Lotniczej Armii)  zbudowała kolejne 913 samolotów na licencji w okresie od lipca 1941 do lipca 1945 roku..

## Użytkownicy
Japonia
- Cesarska Armia Japońska

 Indonezja
- W 1945 roku indonezyjska partyzantka niepodległościowa IPSF zdobyła niewielką liczbę samolotów Ki-51. Pochodziły one z baz i lotnisk japońskich, opanowanych przez siły IPSF. Większość samolotów została zniszczona w latach 1945-1949 podczas wojny niepodległościowej pomiędzy nowo proklamowaną Republiką Indonezji a wojskami holenderskimi[1].

 Chiny
- Maszyny Ki-51 w późniejszych latach były używane przez siły powietrzne komunistycznych Chin. Ostatnie cztery maszyny zostały wycofane ze służby w 1953 roku.